# Euphorbia friedrichiae
Euphorbia friedrichiae là một loài thực vật thuộc họ Euphorbiaceae. Đây là loài đặc hữu của Namibia.